# Асоціація підприємств роздрібної торгівлі
Асоціація підприємств роздрібної торгівлі (АПРТ; рос. Ассоциация компаний розничной торговли АКОРТ) — некомерційна асоціація, що включає в себе 38 великих торгових мереж Росії.

## Історія
Створена у 2001 році для представлення інтересів членів та координації їх діяльності. Асоціація входить у ТПП РФ (Торгово-промислова палата), РСПП (Російський союз промисловців і підприємців), СУПР (Союз учасників споживчого ринку).

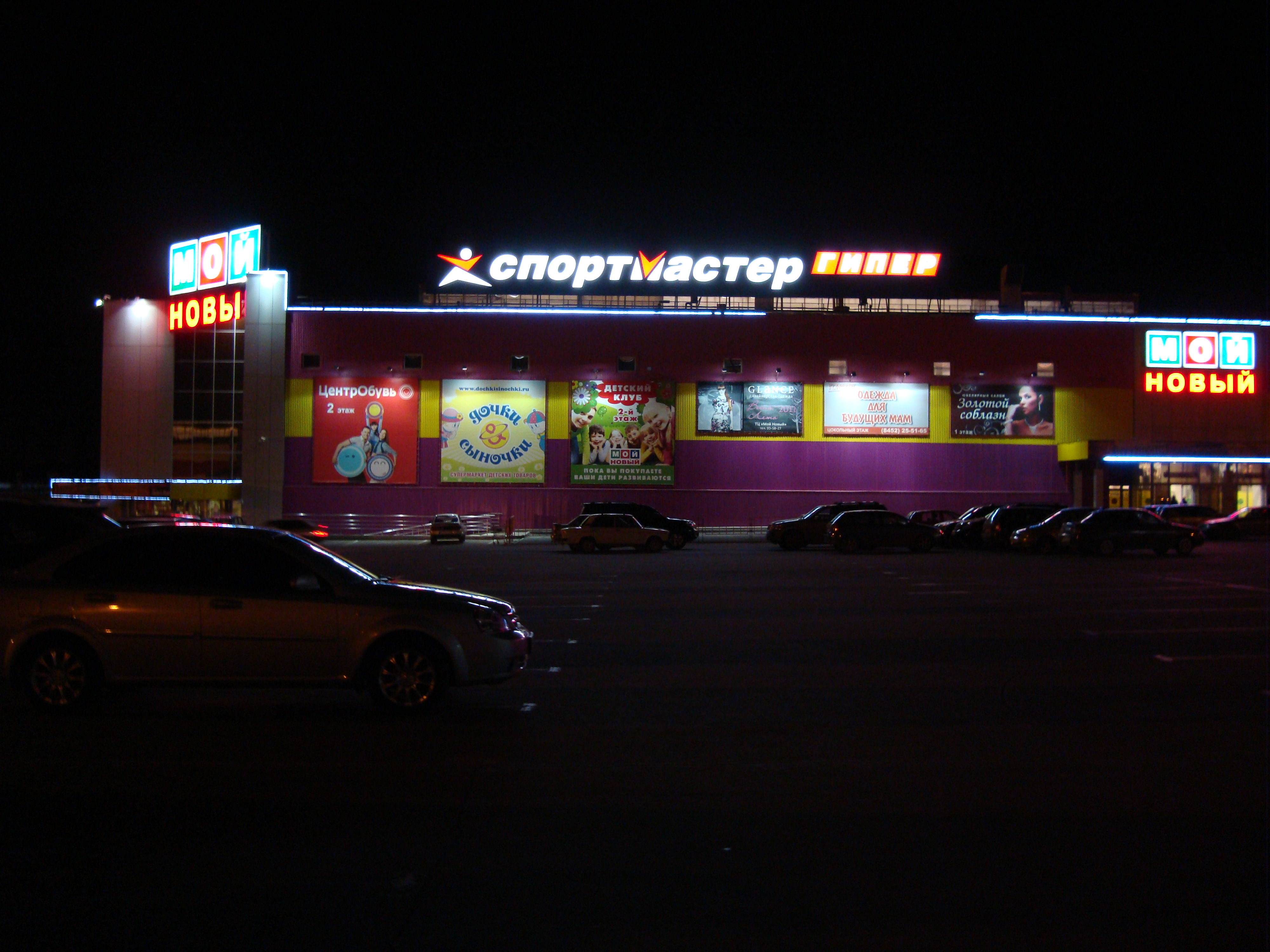
Крамниця «Спортмастер» у Саратові

## Керівництво

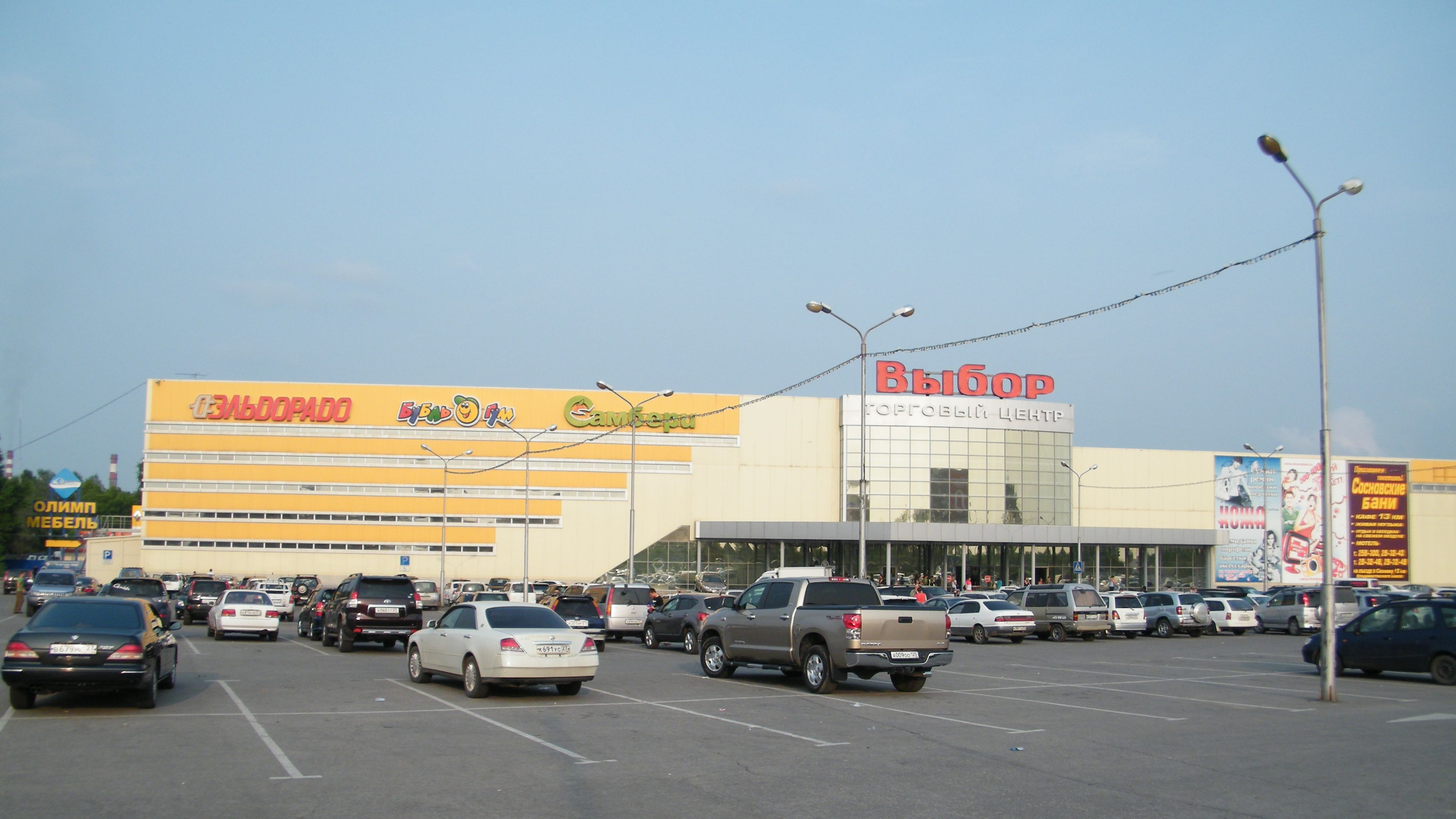
Крамниця «Ельдорадо» у Хабаровську

- Голова Президії — Лев Хасіс (з вересня 2006 року);
- Голова Президії — Ілля Адольфович Якубсон (з вересня 2011 року);
- Голова Президії — Ілля Вадимович Ломакін-Румянцев (з вересня 2015 року).

## Члени АКОРТ

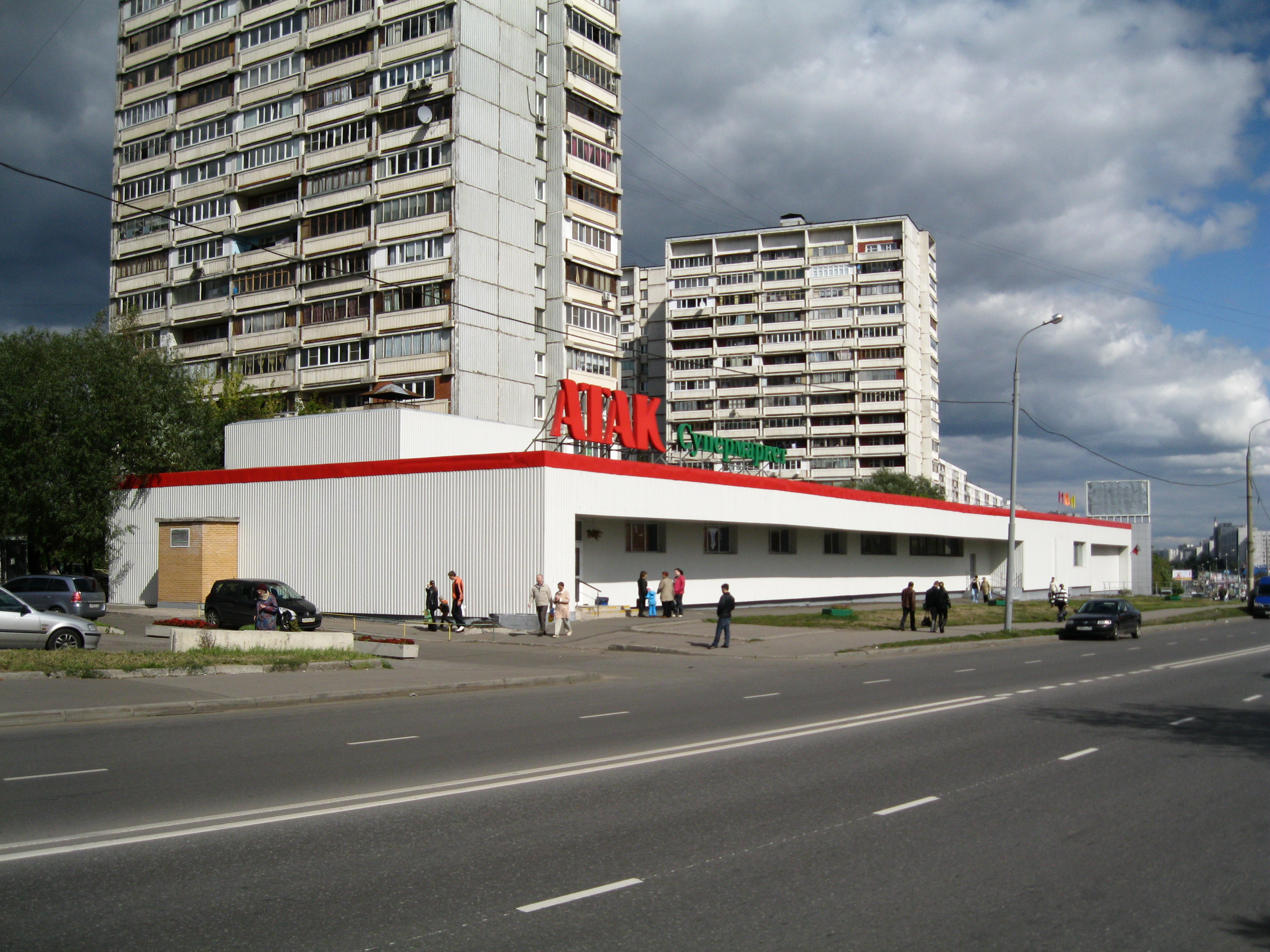
Крамниця «Атак» у Москві

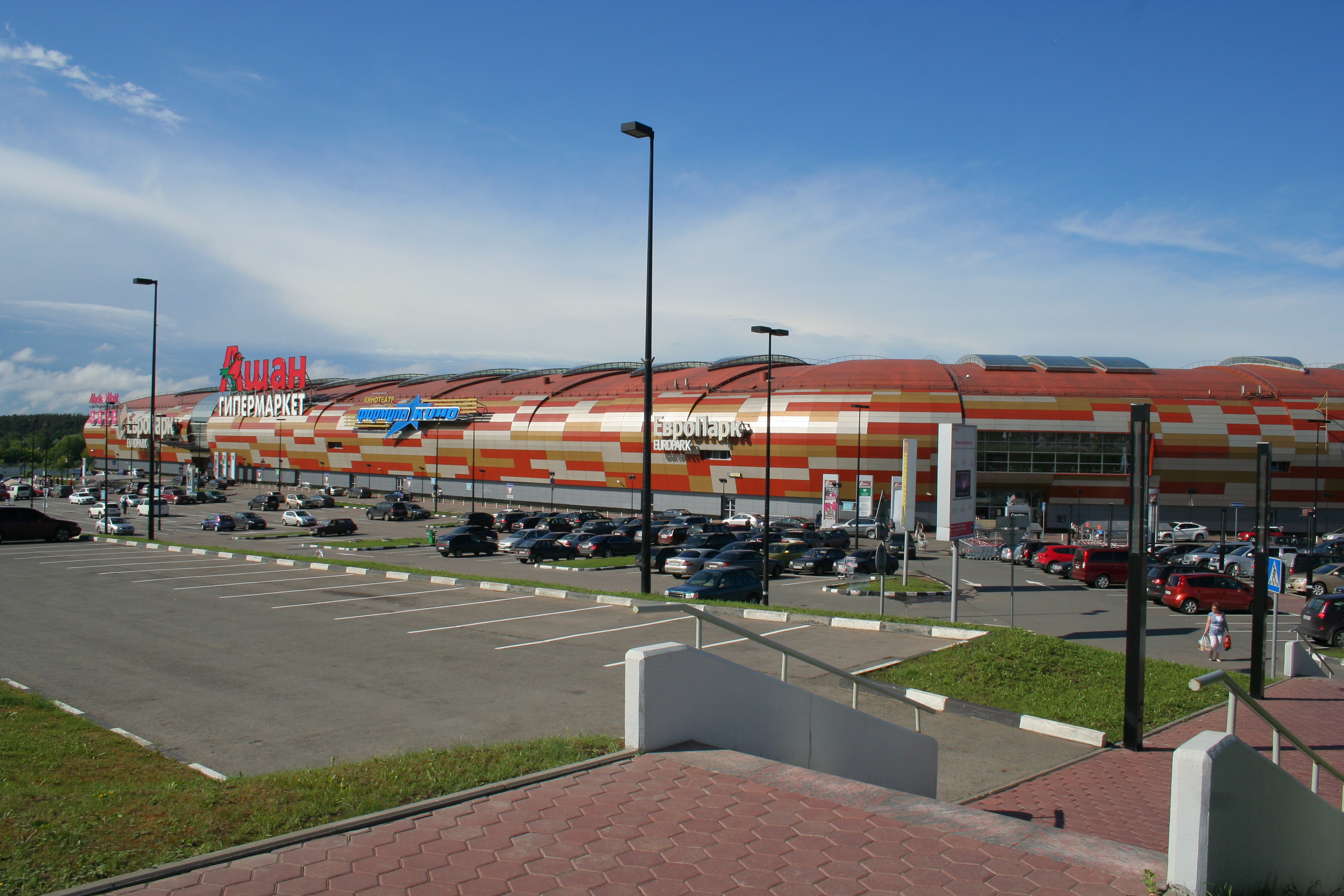
«Ашан-Рубльово» в Москві

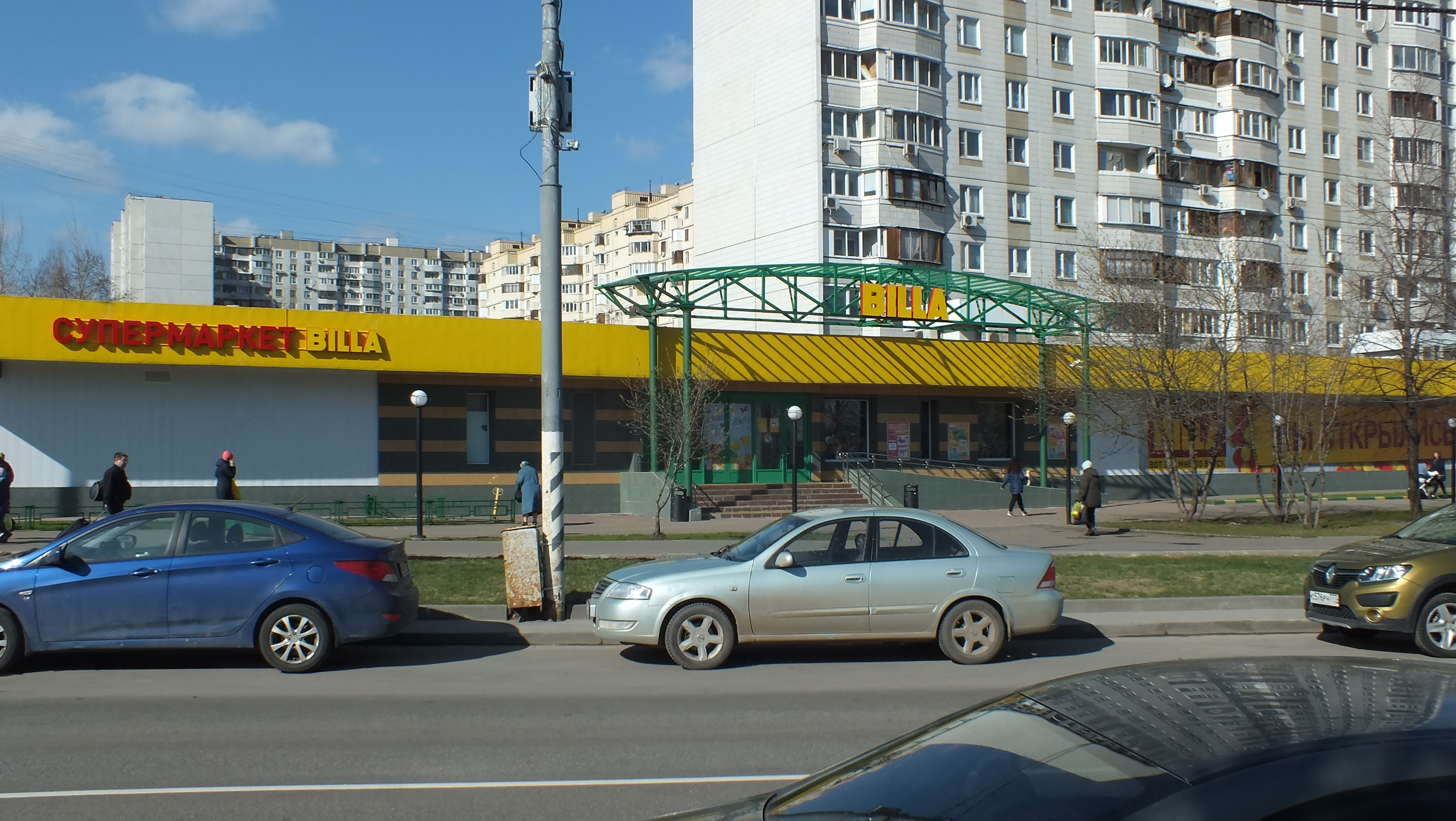
Супермаркет «Billa» в Москві

В даний час Асоціація об'єднує 38 найбільших компаній, що представляють 25% ринку роздрібної торгівлі Росії:
- «Адамас»,
- «Абетка смаку»,
- «Атак»,
- «Ашан»,
- «Billa»,
- «Bosco di Ciliegi»,
- «Вестер», «Вікімарт»,
- «Гіперглобус»,
- «Глобус Гурме»,
- «Діксі»,
- «Зельгрос»,
- «Євросєть»,
- «Enter Связной»,
- «Лента»,
- «Leroy Merlin»,
- «Магазин 01»,
- «Магніт»,
- «Марія-Ра»,
- «М.Відео»,
- «METRO Group»,
- «OBI»,
- «Обувь России»,
- «О'Кей»,
- «ПРИЗМА»,
- «Республіка»,
- «Спар»,
- «Sportmaster»,
- «Снігова Королева»,
- «Техносила»,
- «Finn Flare»,
- «X5 Retail Group» («Пятьорочка», «Перехрестя», «Карусель»)[1],
- «Голі дей класик»,
- «Ельдорадо»,
- «Утконос»,
- «Уютерра»,
- «Магнолія»,
- «DNS».